# Calophyllum acutiputamen
Calophyllum acutiputamen là một loài thực vật có hoa thuộc họ Clusiaceae.
Loài này chỉ có ở Papua New Guinea.
Chúng hiện đang bị đe dọa vì mất môi trường sống.